# Ньюаркський атлет
«Ньюаркський атлет» (англ. Newark Athlete) — німий короткометражний документальний фільм Вільяма Діксона. Прем'єра відбулася в США в червні 1891 року в студії Edison's Black Maria. Фільм був знятий для перегляду на кінетоскопі Томаса Едісона.

## Сюжет
У фільмі довжиною 12 секунд було вперше знято спортсмена. В кадрі чоловік жонглює індійськими булавами

## Цікаві факти
У 2010 році «Ньюаркський атлет» був обраний Національною рада зі збереження кінематографа США для зберігання в Національному реєстрі фільмів Бібліотеки Конгресу. Зараз це найстаріший фільм реєстру.